# Эмойи
Эмойи (лат. Emoia) — род ящериц семейства сцинковых.
Небольших размеров ящерицы, распространены на островах Юго-Восточной Азии и Океании.

## Виды
Род включает 74 вида:
- Emoia adspersa — полинезийская эмойя
- Emoia aenea
- Emoia ahli
- Emoia aneityumensis
- Emoia arnoensis
- Emoia atrocostata — мангровая эмойя
- Emoia aurulenta
- Emoia battersbyi
- Emoia bismarckensis
- Emoia boettgeri — эмойя Бёттгера
- Emoia bogerti
- Emoia brongersmai
- Emoia caeruleocauda — голубохвостая эмойя
- Emoia callisticta — новогвинейская эмойя
- Emoia campbelli
- Emoia coggeri
- Emoia concolor — одноцветная эмойя
- Emoia cyanogaster — зеленобрюхая эмойя
- Emoia cyanura — зелёно-голубая эмойя
- Emoia cyclops
- Emoia digul
- Emoia erronan
- Emoia flavigularis — желтогорлая эмойя
- Emoia guttata
- Emoia impar
- Emoia irianensis — радужная эмойя
- Emoia isolata
- Emoia jakati
- Emoia jamur
- Emoia kitcheneri
- Emoia klossi
- Emoia kordoana
- Emoia kuekenthali — эмойя Кюкенталя
- Emoia laobaoense
- Emoia lawesi
- Emoia longicauda — длиннохвостая эмойя
- Emoia loveridgei — эмойя Ловериджа
- Emoia loyaltiensis
- Emoia maculata — пятнистая эмойя
- Emoia maxima
- Emoia mivarti
- Emoia mokosariniveikau
- Emoia montana
- Emoia nativittatis
- Emoia nigra — чёрная эмойя
- Emoia nigromarginata — чернобокая эмойя
- Emoia obscura
- Emoia oribata
- Emoia pallidiceps — бледная эмойя
- Emoia paniai
- Emoia parkeri — эмойя Паркера
- Emoia physicae
- Emoia physicina
- Emoia ponapea
- Emoia popei
- Emoia pseudocyanura
- Emoia pseudopallidiceps
- Emoia reimschiisseli
- Emoia rennellensis
- Emoia ruficauda — краснохвостая эмойя
- Emoia rufilabialis
- Emoia samoensis — самоанская эмойя
- Emoia sanfordi
- Emoia schmidti — эмойя Шмидта
- Emoia similis — изменчивая эмойя
- Emoia slevini — эмойя Слевена
- Emoia sorex — земляная эмойя
- Emoia submetallica
- Emoia taumakoensis
- Emoia tetrataenia — четырёхполосая эмойя
- Emoia tongana
- Emoia tropidolepis
- Emoia trossula
- Emoia veracunda

В состав этого рода ранее включались также виды, которые относят теперь к родам Papuascincus и Pseudemoia.